# Svabesholm
Svabesholm este o arie protejată (arie specială de conservare — SAC, sit de importanță comunitară — SCI) din Suedia întinsă pe o suprafață de 15,3 ha, integral pe uscat.

## Localizare
Centrul sitului Svabesholm este situat la coordonatele 55°39′31″N 14°14′48″E / 55.6585°N 14.2468°E.

## Înființare
Situl Svabesholm a fost declarat sit de importanță comunitară în ianuarie 1997 pentru a proteja 2 specii de animale. Situl a fost protejat și ca arie specială de conservare în martie 2011.

## Biodiversitate
Situată în ecoregiunea continentală, aria protejată conține 5 habitate naturale: Pajiști cu Molinia pe soluri calcaroase, turboase sau argilos-nămoloase (Molinion caeruleae), Pajiști fino-scandinave uscate până la mezice, bogate în specii de altitudine mică, Păduri de stejar sau de stejar și carpen sub-atlantice și medio-europene de Carpinion betuli, Formațiuni ierboase bogate în specii de Nardus, dezvoltate pe substraturi silicioase în zone montane (și în zone submontane, în Europa continentală), Pajiști uscate europene.
La baza desemnării sitului se află mai multe specii protejate de  amfibieni (2): buhai de baltă cu burta roșie (Bombina bombina), triton cu creastă (Triturus cristatus).